# La bottega del caffè/Pizza break
La bottega del caffè/Pizza break è un singolo di Alberto Camerini, pubblicato su vinile a 45 giri il 7 febbraio 1984. Con il brano La bottega del caffè Camerini partecipò al Festival di Sanremo 1984.

## Descrizione
Prodotto dallo stesso Camerini insieme a Piero Bravin, i brani di questo disco non verranno mai pubblicati su album fino al 1995 quando una nuova versione de La bottega del caffè sarà incluso nell'album Dove l'arcobaleno arriva (etichetta Hi-Lite), e da lì in poi in varie compilation come Arlecchino elettronico della Duck Record (1996) e Flashback - I grandi successi originali della BMG Ricordi (2009).

## Tracce
Lato A
1. La bottega del caffè – 4:09 (Alberto Camerini; edizioni musicali CBS Songs)

Lato B
1. Pizza break – 3:42 (Alberto Camerini; edizioni musicali CBS Songs)